# Jean-Marie Safra
Jean-Marie Safra (ur. w 1949) – francuski florecista, brązowy medalista mistrzostw świata.
Podczas mistrzostw świata w Grenoble w 1974 roku reprezentacja Francji w składzie: Christian Noël, Daniel Revenu, Bernard Talvard, Didier Flament i Jean-Marie Safra zdobyła brązowy medal w zawodach drużynowych. Był to jedyny medal Safry wywalczony w zawodach tego cyklu.
Nigdy nie wziął udziału w igrzyskach olimpijskich.